# Quatrième circonscription de la préfecture de Kumamoto
La quatrième circonscription de la préfecture de Kumamoto (熊本県第4区, Kumamoto-ken dai-yon-ku) est l'une des quatre circonscriptions législatives que compte la préfecture de Kumamoto au Japon. Cette circonscription comptait 405 541 électeurs en date du 1er septembre 2021.

## Description géographique
La quatrième circonscription de la préfecture de Kumamoto regroupe les villes de Yatsushiro, Hitoyoshi, Minamata, Amakusa, Uto, Kamiamakusa et Uki ainsi que les districts de Shimomashiki, Yatsushiro, Ashikita, Kuma et Amakusa.

## Députés
| Législature | Début de mandat | Fin de mandat | Député élu           |  | Parti politique |
| ----------- | --------------- | ------------- | -------------------- |  | --------------- |
| 41e         | 1996            | 2000          | Hiroyuki Sonoda (ja) |  | NPS             |
| 42e         | 2000            | 2003          | Hiroyuki Sonoda (ja) |  | PLD             |
| 43e         | 2003            | 2005          | Hiroyuki Sonoda (ja) |  | PLD             |
| 44e         | 2005            | 2009          | Hiroyuki Sonoda (ja) |  | PLD             |
| 45e         | 2009            | 2012          | Hiroyuki Sonoda (ja) |  | PLD             |
| 46e         | 2012            | 2014          | Hiroyuki Sonoda (ja) |  | ARJ             |
| 47e         | 2014            | 2017          | Hiroyuki Sonoda (ja) |  | PKJ             |
| 48e         | 2017            | 2021          | Yasushi Kaneko       |  | PLD             |
| 49e         | 2021            | -             | Yasushi Kaneko       |  | PLD             |